# Net TV
Net TV va ser una cadena espanyola de televisió digital terrestre que va iniciar les seves transmissions l'any 2002. El seu senyal principal va ser fins al 3 de març del 2008 el canal generalista del mateix nom, Net TV, moment en què va desaparèixer per ser substituït per Intereconomía TV. Net TV éra, junt amb Veo TV, una de les dues concessions de televisió digital terrestre a cadenes privades atorgades l'any 2002.

## Història
Per al rellançament de la TDT realitzat en 2005 Vocento no tenia cap pla en concret, pel qual la gestió dels canals va recaure en l'equip d'Europroduccions (accionista de Net TV, alhora que participada per Vocento). L'estratègia de la productora madrilenya va ser llançar un canal generalista alimentat amb els continguts de la xarxa de televisions locals de Vocento (Punto TV) i aprofitar l'altre senyal concedit pel Govern per a una cadena dedicada al gènere musical, batejada com a Fly Music.
Net TV es podia sintonitzar en el mux 66 de TDT, el qual compartia amb els dos canals Veo TV i Teledeporte de TVE. Fly Music emetia pel mux adjudicat a Telecinco, el 68. Net també estava disponible en els proveïdors de cable com ONO o Imagenio.
El 13 de febrer del 2008, es va fer públic un moviment accionarial en el qual es donava entrada a Walt Disney Ibérica, i per la que el Grup Intereconomía augmentava la seva participació i aconseguint la gestió d'un dels canals, Net TV. El 3 de març de 2008 Intereconomía TV substituïa a Net TV, aconseguint així la seva tornada a l'emissió estatal per TDT després d'haver emès el seu canal primer a Veo TV, i a SET en VEO fins a l'any 2006.

## Programació
La programació del canal Net TV provenia, majoritàriament, de la xarxa de televisions locals de Vocento, Punt TV.
Gran part de la seva programació estava dedicada a l'emissió de telenovel·les, sent la primera cadena espanyola que va emetre la novel·la mexicana Rebel.
- Telenovel·les: Rebelde, La esposa virgen, El manantial, Luz María, Soledad, Ser bonita no basta, Luisa Fernanda,…
- Cinema
- Programes de cuina: Cocina para Dos
- Sèries: Lassie, Píxels, Prime Time, En Buena Compañía,…
- Documentals
- Esports: KO Classic
- Dibuixos animats: Saiyuki, Slam Dunk, Daiguard
- Zàping: Punto Zapping, Spotmanía…